# Астаповский, Владимир Александрович
Влади́мир Алекса́ндрович Аста́повский (16 июля 1946, Брянск, РСФСР, СССР — 12 апреля 2012, Москва, Россия) — советский футболист, вратарь, воспитанник футбольный школы «Динамо» (Брянск) и «Нефтяник» (Баку). Мастер спорта СССР международного класса (1976). Заслуженный мастер спорта России (2003).

## Биография
Окончил военный институт физической культуры.
Начинал играть в футбольной школе «Динамо» (Брянск) у тренера Иосифа Мочаниса. В середине 1960-х уехал в Баку, где учился в мореходном училище и выступал за команду данного училища.
Одновременно Астаповский учился и в футбольной школе бакинского «Нефтяника» у заслуженного тренера СССР Артёма Григорьевича Фальяна. В 1964 году он уже входил в юношескую сборную Азербайджана, выступал в составе «Нефтяника» во всесоюзных юношеских соревнованиях.
С 1965 года призван в армию, год провёл в море — служил на торпедном катере. На флоте успевал заниматься спортивными играми, был переведён на берег. Его заметил главный тренер армейской команды СКЧФ (Севастополь), выступавшей в классе «Б», Владимир Никаноров, и пригласил в клуб. Несмотря на то, что Никаноров вскоре покинул команду, Астаповский остался, в 1968 дебютировав в основном составе.
В ЦСКА пришёл в начале сезона 1969. Начинал третьим вратарём. В сезоне 1969 года не провёл ни одного матча за ЦСКА, даже за дубль, поскольку у армейцев было два опытных вратаря — Юрий Пшеничников и Леонид Шмуц.
За армейцев дебютировал 8 марта 1970 года в матче против донецкого «Шахтёра». Основным вратарём клуба стал в сезоне 1972 года.
Весной 1975 провёл, по его мнению, один из самых запоминающихся матчей в карьере — против киевского «Динамо» (которое спустя 2 недели выиграло Кубок Кубков). Несмотря на то, что ЦСКА проиграл 0:3, лучшим игроком матча был признан Астаповский. После этой игры Астаповский был привлечён в олимпийскую сборную СССР, а с конца 1975 стал основным вратарём национальной сборной.
В составе олимпийской команды завоевал бронзу Олимпиады 1976, а по итогам года был признан лучшим футболистом страны.
Последнюю игру за сборную провёл 30 апреля 1977 года против сборной Венгрии, в которой советские футболисты уступили со счетом 1:2.
В 1980 году, после прихода в ЦСКА Олег Базилевича, покинул команду.
В 1981—1982 годах играл за СКА (Хабаровск). Однако команде особо ничем не помог и вскоре завершил активные выступления.
Затем некоторое время был вне футбола — служил в Вооружённых Силах на Камчатке в звании капитана. Ремонтировал технику и играл за команду местного таксопарка. Затем перевёлся в подмосковную Кубинку.
С конца 1980-х годов — на тренерской работе. Полгода работал тренером в Мозамбике с армейским клубом из города Нампула. Вернувшись в Москву, ушёл из армии, работал водителем, охранником.
Работал в ДЮСШ ЦСКА и ДЮСШ «Спартак» Москва (с 2004 года). Три года тренировал вратарей в женской команде подмосковного Красноармейска. Одновременно продолжал играть в ветеранских турнирах.
Последние годы много болел. Скончался в Москве 12 апреля 2012 года. Похоронен на Хованском кладбище.

## Игровая характеристика
Как вратарь отличался великолепной реакцией, был очень силён в игре на линии ворот, в умении отражать удары с близкого расстояния и пенальти.

## Достижения

### Командные
- Чемпион СССР: 1970 (золотой медали не получал из-за малого количества игр в сезоне)
- Бронзовый призёр Олимпиады 1976

### Личные
- Лучший футболист СССР: 1976
- В списках 33 лучших футболистов чемпионата СССР (2): № 1 (1976); № 2 (1975).
- Обладатель приза «Вратарь года»: 1976
- Лучший вратарь ОИ-1976

## Личная жизнь
Жена Галина. Дочери Татьяна и Виктория (работают в туристическом бизнесе).